# Camuesa de Aragón
Camuesa de Aragón es el nombre de una variedad cultivar de manzano (Malus domestica) Esta manzana es originaria de la Comunidad Autónoma de Aragón donde se cultiva desde tiempos antiguos, y cultivada tradicionalmente en la sierra norte de Madrid Bustarviejo, Somosierra y Lozoya. También cultivada en la provincia de Córdoba en Carcabuey y Priego de Córdoba. Se está cultivando en el vivero de "La Troje" "Asociación sembrando raíces, cultivando biodiversidad", donde cultivan variedades frutícolas y hortícolas de la herencia para su conservación y recuperación de su cultivo.

## Sinónimos
- “Camuesa de Bustarviejo“,[3]
- “Camuesa Romana“,
- "Camuesa".[4]

## Historia
Esta variedad está cultivada en Aragón de donde es autóctona, y cultivada desde tiempos antiguos en Sobrarbe. En el "Centro de Investigación y Tecnología Agroalimentaria" de Zaragoza (CITA), se están llevando a cabo varios proyectos de recuperación de especies frutales antiguas, en los que se pretende garantizar la supervivencia de los recursos fitogenéticos en toda su riqueza y diversidad, y especialmente en aquellos en peligro de desaparición.
En la Sierra Norte de Madrid está arraigado su cultivo; en Bustarviejo llevan cultivándose más de un siglo.
La 'Camuesa de Aragón' también cultivada en la asociación ecológica "Subbeticaecologica" en la provincia de Córdoba en Carcabuey y Priego de Córdoba.

## Características
El manzano de la variedad 'Camuesa de Aragón' tiene un vigor elevado, y necesita poca agua para su desarrollo pudiendo tenerlo cultivado de secano; con la floración en los meses de marzo y abril; las flores se presentan capullo rojo y flor abierta jaspeada de rojo.
La variedad de manzana 'Camuesa de Aragón' tiene un fruto de tamaño grande, tiene frutos de los más grandes de entre las variedades tradicionales que se cultivan en la Sierra Norte de Madrid; forma globosa aplanada, gibosas en el ápice; piel lisa, y color de fondo amarillo verdoso, con sobre color chapas de rubor rojo en la zona expuesta al sol en el momento de la recolección. Cuando madura la piel se queda amarilla.
Carne blanco-crema de grano harinoso. Sabor muy dulce cuando madura, cuando más verde con una pequeña acidez. Muy aromática y jugosa, fresco dulzor fragante y peculiar aroma. La camuesa madura tiene un sabor exquisito, y posee grandes propiedades antioxidantes, esto se puede comprobar a los pocos segundos de darle un bocado, al ver como se oscurece rápidamente. Se consume además de en fresco, también asada.
Suele cogerse a primeros de octubre, todavía algo verde, aunque perfectamente comestible. Así, al no estar tan madura, aguantará el invierno en nuestras despensas. En una despensa, llegan a durar sin necesidad de frío artificial, ni ceras, ni conservantes, hasta marzo.

## Cultivo
Es valorada por su resistencia a las heladas, y a su elevada productividad. Resistente a bajas temperaturas y plagas, muy rústica.
Se injertan de púa sobre "maíllos" que se traen "del monte" y "manzanos nacedizos". Los patrones se suelen trasplantar entre noviembre y marzo y se injertan al año siguiente, aunque en algunos casos se realiza el injerto ese mismo invierno. Los patrones se trasplantaban en un hoyo muy hondo “hasta la altura de la faja” (aprox. 1 m). Se debe hacer el hoyo en otoño, porque durante todo el invierno "se cría una babilla de tierra fina en el hoyo" que es beneficiosa para el árbol. Los injertos se deben hacer en febrero o marzo, “cuando se empieza a mover la savia, a despegarse la corteza”. Las púas se solían recoger de frutales más atrasados que el patrón, ya que “la puga tiene que tener menos savia que el patrón, para que no se seque”.